# Daniel Prandl
Daniel Prandl (* 17. November 1979 in Burghausen) ist ein deutscher Jazzmusiker (Piano, Komposition).

## Leben und Wirken
Prandl wurde früh durch Musik geprägt. Als Jugendlicher fand er zum Jazz. Von 2002 bis 2006 studierte er Jazz-Piano bei Joerg Reiter an der Hochschule für Musik und Darstellende Kunst Mannheim und folgte 2006/2007 einer Einladung von Jarmo Savolainen zum Gaststudium an der Sibelius-Akademie in Helsinki.
Prandl war in der Band Jazzgrooves von Dirik Schilgen oder mit der belgischen Sängerin Caroll Vanwelden ebenso tätig wie im Duo mit dem Trompeter Thomas Siffling, mit dem er das Album Ballads veröffentlichte. Auch gehörte er zu den Bands von Alexandra Lehmler, mit denen die Alben Sundance und No Blah Blah entstanden. Er leitet sein eigenes Quartett (mit Wolfgang Fuhr, Axel Kühn und Kristof Körner), mit dem er die Alben Fables & Fiction und The Hero's Journey veröffentlichte. Zudem ist er festes Mitglied der Band Schlag auf Schlag, die Radio- und Fernsehproduktionen für NDR, WDR und SWR musikalisch gestaltet; als Theatermusiker arbeitete er regelmäßig für das Nationaltheater Mannheim sowie das Mannheimer Capitol.
Daneben ist er als Lehrbeauftragter tätig und verfasste mit dem Play-Along Realtime Moviestandards (2014) sein erstes Buch für den Alfred Verlag.

## Preise und Auszeichnungen
Im Rahmen des Hochschulwettbewerbs der Rektorenkonferenz in Hamburg erhielt Prandl einen Solistenpreis für herausragende Leistungen; dort gewann er mit der Big Band der Musikhochschule Mannheim den ersten Platz. Mit dem Alexandra Lemler Quintett kam er 2009 ins Finale beim Wettbewerb Future Sounds der Leverkusener Jazztage und 2010 ins Finale des 3. Jazzwettbewerbs Palma Comercial auf Mallorca.